# ACS-100 Sora
O ACS-100 Sora é um avião brasileiro de dois lugares, totalmente construído com material composto e com capacidade acrobática. É um projeto desenvolvido pela ACS (Advanced Composites Solutions) a partir do desenho original criado pelo Professor Cláudio Barros da Universidade Federal de Minas Gerais (UFMG). Para motorização, o ACS-100 Sora utiliza o motor Rotax 912 ULS de 100Hp, podendo também ser o motor Lyncoming O-235 de 115 HP.